# Interstate 710
Die Interstate 710 (Abkürzung I-710), auch Long Beach Freeway, ist ein Interstate Highway im Los Angeles County, der größtenteils am Los Angeles River entlang führt.

## Verlauf
Die I-710 beginnt in Long Beach, wo sie als California State Route 47 () weitergeführt wird. Von dort aus verläuft sie Richtung Norden, wo sie nach kurzer Zeit die California State Route 1 () trifft. Nach weiteren 3,7 km (2,31 mi) kreuzt sie die Interstate 405 (). Sie verläuft dann westlich von Lakewood. 5,6 km (3,5 mi) später trifft sie auf die California State Route 91 (). Nach weiteren 4,4 km (2,7 mi) überquert sie die Interstate 105 (). In den weiteren 12,1 km (7,5 mi) läuft sie südlich nach Downtown Los Angeles, wo sie auch die Interstate 5 () kreuzt. In den letzten 7,1 km (4,4 mi) kreuzt sie noch die California State Route 60 () und die Interstate 10 (). In Pasadena würde die I-710 noch die Interstate 210 () kreuzen, ist aber Stand 31. Januar 2022 die California State Route 710 ().

### Unterbrechung
Die I-710 hat eine 7,1 km (4,41 mi) Unterbrechung in Pasadena, wo sie eigentlich noch bis zum Kreuz mit der Interstate 210 () laufen sollte. Grund dafür sind Proteste der Anwohner. Alternativ muss man über die Interstate 10 () und die California State Route 164 () zur Interstate 210 oder über die Interstate 10 (), Interstate 5 () und die California State Route 110 () zur Interstate 210 fahren. Im Jahr 2017 wurde von Chris Holden, einem Abgeordneten der California State Assembly und vormaligen Bürgermeister Pasadenas, vorgeschlagen, die Lücke mit einem Tunnel zu schließen, dies wurde aber abgelehnt. Zum 1. Januar 2024 wird das Projekt beendet, und die Unterbrechung bleibt bestehen.

## Besonderes
Von 2017 bis 2018 wurde auf einem Abschnitt der I-710 bei Carson (Kalifornien) zwischen Los Angeles und Long Beach ein Testbetrieb mit vier Oberleitungslastkraftwagen durchgeführt mit dem Ziel einer Schadstoffreduktion auf einer besonders stark belasteten Strecke.